# Fontenilles-d'Aigueparse
Pour les articles homonymes, voir Fontenilles et Aigueparse.
Fontenilles-d'Aigueparse est une ancienne commune française située dans le département de la Dordogne, en région Nouvelle-Aquitaine. Depuis 1961, elle est intégrée à la commune de Mazeyrolles.

## Géographie
Située en limites du Périgord noir et du Bergeracois, dans le sud-est du département de la Dordogne, Fontenilles-d'Aigueparse constitue les parties sud et sud-ouest de la commune de Mazeyrolles.

## Toponymie
La première partie du nom du lieu correspond au pluriel de l'occitan fontanilha et signifie « petites fontaines » ; les mentions anciennes connues pour Aigueparse datent de l'an 1556 sous la forme latine Aquis Parsis, puis Aiguesperses au XVIIIe siècle et Aigues-Parses au siècle suivant, dérivé de l'occitan aigas esparsas signifiant « eaux éparses ».

## Histoire
Fontenilles-d'Aigueparse est une commune française créée en 1827 lors de la fusion des communes de Fontenilles et d'Aigueparse.
Le 1er janvier 1961, elle fusionne avec Mazeyrolles.

## Démographie
Jusqu'en 1827, les communes de Fontenilles et d'Aigueparse étaient indépendantes.

### Avant la fusion des communes de 1827
| 1793 | 1800 | 1806 | 1821 |
| ---- | ---- | ---- | ---- |
| 40   | 193  | 42   | 48   |

| 1793 | 1800 | 1806 | 1821 |
| ---- | ---- | ---- | ---- |
| 259  | 233  | 291  | 289  |

### Après la fusion des communes
| 1831 | 1836 | 1841 | 1846 | 1851 | 1856 | 1861 | 1866 |
| ---- | ---- | ---- | ---- | ---- | ---- | ---- | ---- |
| 377  | 370  | 375  | 411  | 403  | 397  | 402  | 374  |

| 1872 | 1876 | 1881 | 1886 | 1891 | 1896 | 1901 | 1906 |
| ---- | ---- | ---- | ---- | ---- | ---- | ---- | ---- |
| 363  | 345  | 340  | 317  | 277  | 284  | 250  | 266  |

| 1911 | 1921 | 1926 | 1931 | 1936 | 1946 | 1954 | - |
| ---- | ---- | ---- | ---- | ---- | ---- | ---- | - |
| 226  | 179  | 189  | 173  | 154  | 153  | 124  | - |